# Taça Paulista de Futebol
A Taça Paulista de Futebol é um campeonato paralelo ao Paulistão, organizada pela Liga de Futebol Nacional do Brasil e formada por equipes que tinham sido extintas, e novas equipes que vieram ou venham surgir, mas que não conseguem disputar o campeonato estadual da FPF, em virtude das altas taxas cobradas. A liga teve sua primeira edição no ano de 2016, sendo disputada de maio a dezembro.
Paralelamente a essa competição, ocorre a Taça Paulista Sub-18. 

## Campeões
Esses são os campeões das três primeiras edições da Taça Paulista de Futebol

### Títulos por Clube
| Equipe       | Cidade              | Títulos | Vices | Último Título |
| ------------ | ------------------- | ------- | ----- | ------------- |
| Ranchariense | Rancharia           | 1       | 0     | 2016          |
| Vai-Vai      | São Paulo           | 1       | 0     | 2017          |
| Corinthians  | Presidente Prudente | 1       | 0     | 2018          |
| Raça         | Hortolândia         | 0       | 2     |               |
| Montealtense | Monte Alto          | 0       | 1     |               |